# Sveriges Kulturskoleråd
Kulturskolerådet är en förening som bildades 1996 som ett nätverk för landets musik- och kulturskolor. Namnet varSveriges Musik- och Kulturskoleråd (SMOK). 2015 skedde ett namnbyte till Sveriges Kulturskoleråd. Kulturskolerådet är en ideell, partipolitiskt och fackligt obunden förening där kommuner samverkar för en tillgänglig och högkvalitativ kulturskoleverksamhet. Rådets vision är att alla barn och unga har likvärdiga möjligheter att utvecklas genom kulturutövande i verksamhet av hög kvalitet och tillgänglighet.